# Château de Reichenstein (Kientzheim)
Pour les articles homonymes, voir Château de Reichenstein.
Le château de Reichenstein est un monument historique situé à Kientzheim, dans le département français du Haut-Rhin.

## Localisation
Ce bâtiment est situé au 68 Grande Rue à Kientzheim.

## Historique
L'édifice fait l'objet d'une inscription sur l'inventaire supplémentaire des monuments historiques depuis 1996.

## Architecture

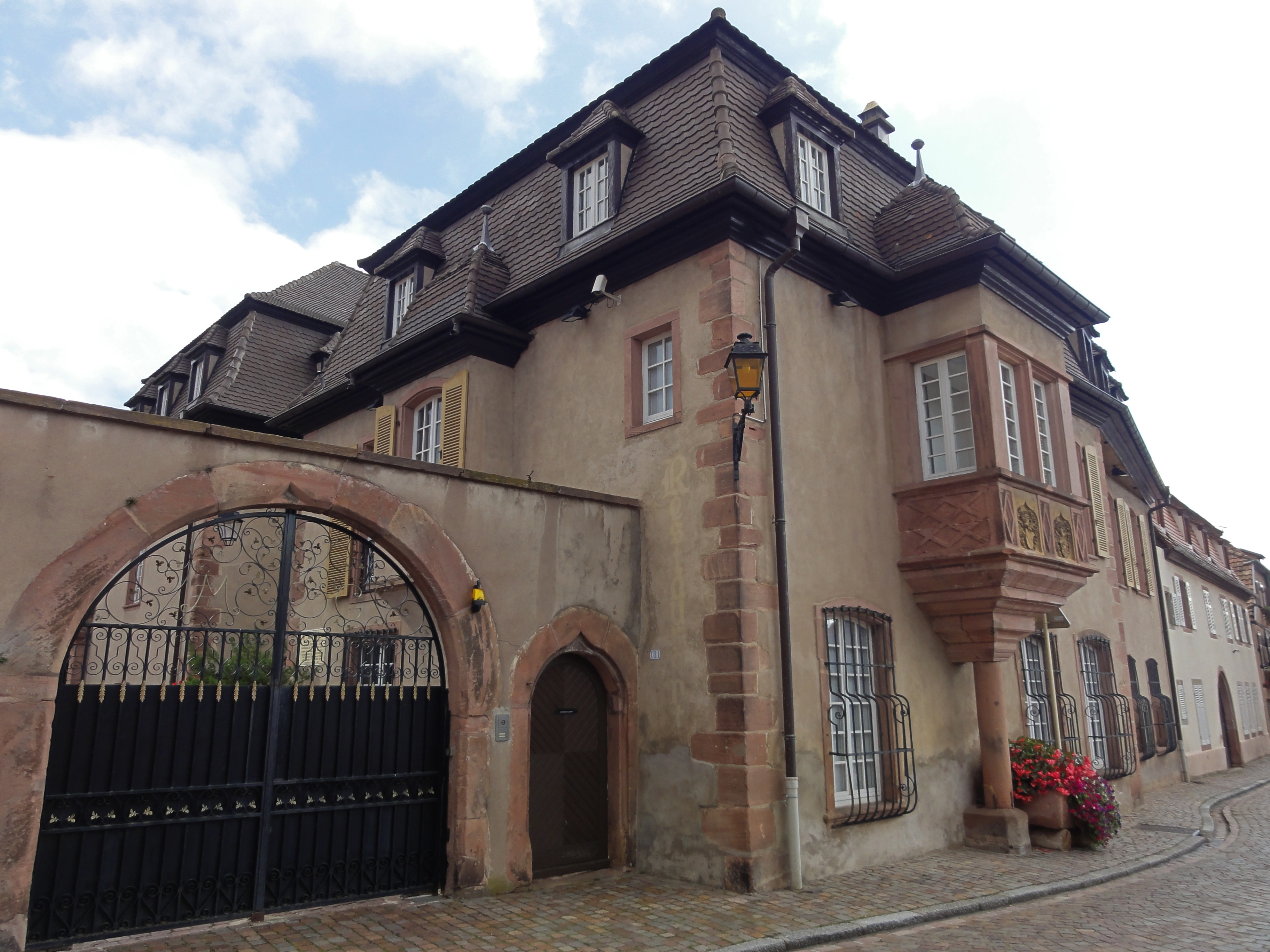
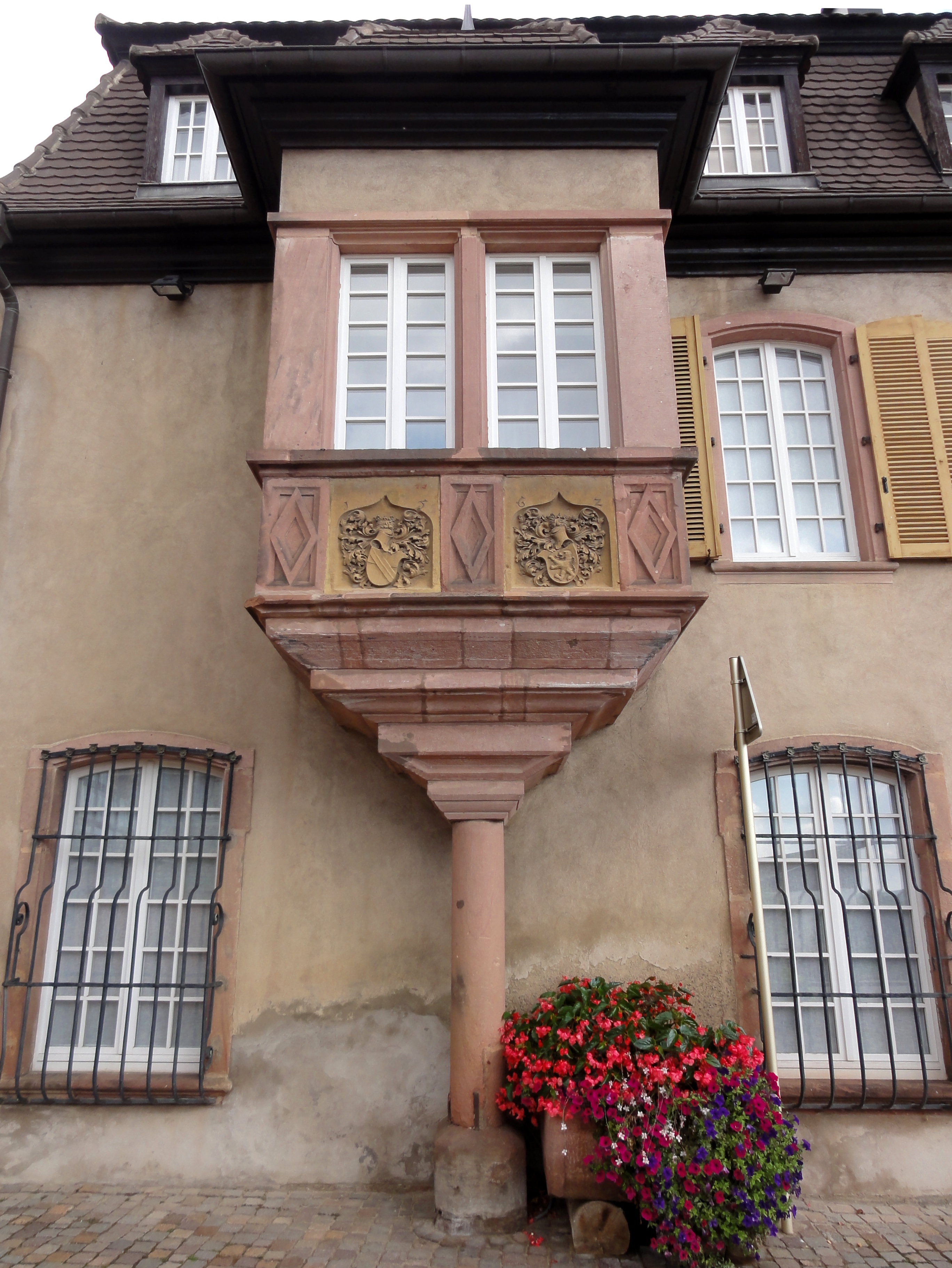
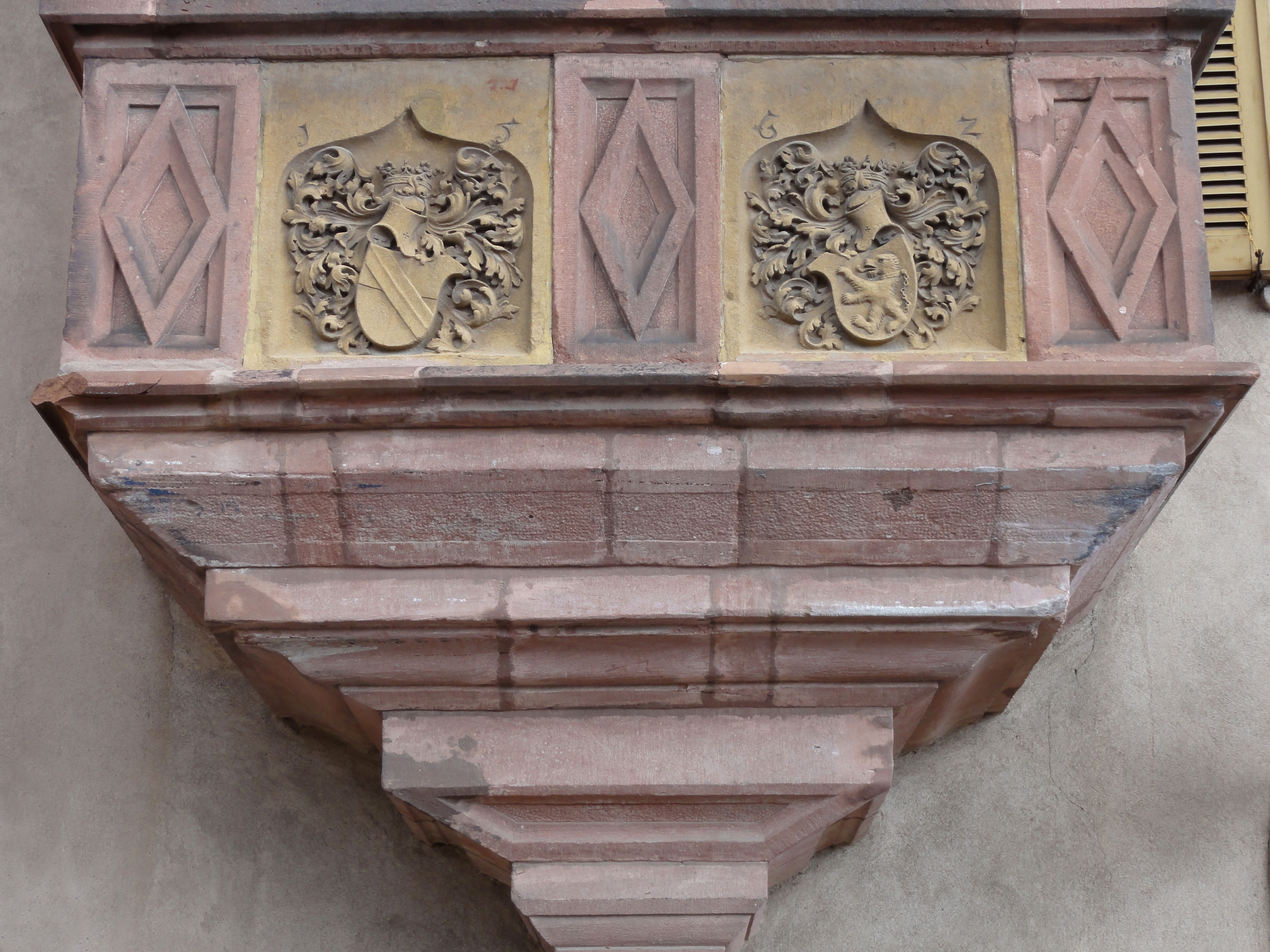